# Kārlis
Kārlis ist als lettische Form von Karl ein lettischer männlicher Vorname. Namenstag in Lettland ist der 28. Januar.

## Namensträger
- Kārlis Baumanis, auch bekannt als Baumaņu Kārlis (1835–1905), lettischer Komponist und Dichter
- Kārlis Ducmanis (1881–1943), lettischer Rechtsanwalt, Publizist und Diplomat
- Kārlis Irbītis (1904–1997), lettischer Flugzeugkonstrukteur
- Kārlis Krēsliņš (* 1945), lettischer Militär und Politiker
- Kārlis Lejnieks (* 1988), lettischer Tennisspieler
- Kārlis Mīlenbahs (1853–1916), lettischer Pädagoge und Philologe
- Kārlis Šadurskis (* 1959), lettischer Politiker
- Kārlis Skrastiņš (1974–2011), lettischer Eishockeyspieler
- Kārlis Šteins (1911–1983), lettischer Astronom
- Kārlis Ulmanis (1877–1942), lettischer Politiker
- Kārlis Zariņš (1930–2015), sowjetisch-lettischer Opernsänger